# Christopher Peacock
Christopher Peacock ist ein US-amerikanischer Pianist, der ein Dauerengagement im Rosario Resort auf Orcas Island, Washington hat.

## Leben
Seine musikalische Karriere begann als Schlagzeuger beim Madison Symphony Orchestra in Madison, Wisconsin. Dort qualifizierte er sich auch für das Finale des Milwaukee Symphony Young Artist Competition. Er studierte Komposition und Performance in Los Angeles zusammen mit William Kraft, Komponist und Schlagzeuger in der Los Angeles Philharmonic.
Sämtliche seiner Alben wurden über das Musiklabel Pure & Simple veröffentlicht, das von ihm 1989 gegründet wurde.
Hauptberuflich ist Peacock der General Manager des Resorts, der zusätzlich nahezu jeden Tag um 16 Uhr auf der Orgel spielt und sich darüber hinaus auch als lokaler Historiker betätigt. Seine Vorstellungen werden in verschiedenen Reiseführern empfohlen, dabei wird er wahlweise als „berühmter Musiker“ (englisch renowned musician) oder als „Performer“ bezeichnet.

## Rezeption
Zur 1993er-Veröffentlichung Destination hielt Slacker.com fest, dass es eine „melodische, enge Zusammenarbeit“ von Christopher Peacocks „meisterhaftem Piano“ und dem komplementären Spiel der weiteren Instrumente sei und das Sinfonieorchester Seattle Symphony zu der „intimen, abwechslungsreichen und durch und durch zeitgenössischen Melodie“ beitrage:

„Peacock and Nery team up on this recent release for a melodic, close-knit collaboration featuring Christopher's masterful piano and Gene's complementary guitar, synthesizer, flugelhorn and trumpet. Tasty percussion and hammered dulcimer from Tom Ravel and Nancy Rumbel's floating oboe line along with strings from The Seattle Symphony add to this intimate, varied and thoroughly contemporary mellifluous meld.“

Auf Allmusic erhielt das ein Jahr später veröffentlichte Album Pianoforte, Opus 1: Popular Requests eine Bewertung von 3,5 von 5 möglichen Sternen.

## Familie
Die Ehefrau von Christopher Peacock heißt Jaylin. Sie ist auch seine Geschäftspartnerin und Mitgründerin von Pure & Simple.

## Diskografie
- 1989: Island Time (Pure & Simple)
- 1990: Oceans (Pure & Simple)
- 1991: Suite Dreams (Pure & Simple)
- 1993: Destination (Pure & Simple)
- 1994: Pianoforte, Opus 1: Popular Requests (Pure & Simple)
- 1994: Island Life (Pure & Simple)
- 1995: Pianoforte Opus 3: Film Music (Pure & Simple)
- 1996: Pianoforte, Opus 5: Broadway (Pure & Simple)
- 1997: Simple Gifts (Pure & Simple)
- 1999: Traveler (Pure & Simple)
- 1999: Pianoforte Opus 6: Finale (Pure & Simple)
- 2002: Painting Paradise in the Garden (Pure & Simple)
- 2003: Silent Night (Pure & Simple)
- 2003: Love Letters (Pure & Simple)
- 2005: Origins (Pure & Simple)
- 2008: Seaglass (Pure & Simple)